# كريستيان غيير
كريستيان غيير (بالألمانية: Christian Geyer)‏ هو لاعب كرة مضرب ألماني، ولد في 12 أبريل 1964 في هامبورغ في ألمانيا.

## وصلات خارجية
- كريستيان غيير على موقع رابطة محترفي التنس (الإنجليزية)
- كريستيان غيير على موقع الاتحاد الدولي لكرة المضرب (الإنجليزية)
- كريستيان غيير على موقع خلاصة التنس.كوم (الإنجليزية)